# Pūangiangi Island
Pūangiangi Island ist eine Insel der Inselgruppe Rangitoto Islands in der Region Marlborough im Norden der Südinsel von Neuseeland.

## Geographie
Pūangiangi Island befindet sich mit seinen Nachbarinseln Tinui Island und Wakaterepapanui Island östlich des nördlichen Arms der Insel Rangitoto ki te Tonga/D’Urville Island, die die Nordostspitze der Südinsel bildet. Der Abstand zur Küste von Rangitoto ki te Tonga / D'Urville Island beträgt rund 1,4 km. Die Form von Pūangiangi Island, die eine Länge von rund 2,45 km aufweist, gleicht einem Bumerang, mit einem nach Westen ausgerichteten Bogen. Die Entfernung von der Südspitze der Insel bis zu ihrer Nordspitze beträgt rund 2,16 km in Nord-Süd-Richtung und die breiteste Stelle misst 440 m in Westnordwest-Ostsüdost-Richtung. Die höchste Erhebung der rund 61,7 Hektar großen Insel befindet sich im nördlicheren Teil und weist eine Höhe von 150 m auf.
Die südwestlich angrenzende Nachbarinsel Tinui Island liegt rund 320 m entfernt und bis zur nordöstlich befindlichen Insel Wakaterepapanui Island wären 165 m zu überbrücken.